# Adelotypa argiella
Adelotypa argiella is een vlindersoort uit de familie van de prachtvlinders (Riodinidae), onderfamilie Riodininae.
Adelotypa argiella werd in 1868 beschreven door H. Bates.